# Casalbaroncolo
Casalbaroncolo è una frazione di 108 abitanti del comune di Parma, appartenente al quartiere San Lazzaro.
La località è situata 6,97 km a est del centro della città.

## Geografia fisica
La frazione sorge in posizione pianeggiante tra le campagne coltivate ai margini orientali di Parma e si sviluppa ai due lati dell'autostrada del Sole.

## Storia
Il territorio di Casalbaroncolo risultava abitato già durante l'età del ferro, come testimoniato dal rinvenimento, nei pressi della ferrovia ad alta velocità, di un piccolo sito etrusco.
In età romana la zona era suddivisa in centurie; lungo strada Casalbaroncolo sopravvivono i resti di un pozzo, utilizzato all'epoca probabilmente per scopi irrigui.
Il borgo di Casali Baroncoli fu nominato per la prima volta il 30 dicembre 1141, in un rogito di vendita di un terreno. Pochi anni dopo, Casali Baruncoli fu menzionata in un atto di donazione di alcune terre all'abbazia di Santa Felicola.
La più antica citazione della cappella di Casali baronculo, dedicata a san Pietro apostolo, risale invece al 1230, quando fu nominata nel Capitulum seu Rotulus Decimarum della diocesi di Parma tra le dipendenze della pieve di Casaltone.
In seguito nella zona, grazie alla presenza di una rete di canali, furono impiantate alcune attività, tra cui un mulino e una cartiera, menzionati in un documento del 1180.
Nel 1385 un podere posto a Casalbaroncolo fu conteso in una controversa lite legale tra Lodovico e Ugolino Sperati, che fu risolta dal giurista Bartolomeo da Saliceto; la sentenza fu però impugnata nel 1390 da Lodovico, che si rivolse direttamente al duca di Milano Gian Galeazzo Visconti.
Nel 1806, per effetto del decreto Nardon, Casalbaroncolo divenne frazione del nuovo comune di San Donato, che nel 1870 fu sciolto e aggregato a Marore nel nuovo comune di San Lazzaro Parmense, a sua volta cessato nel 1943 e inglobato in quello di Parma.
Il 15 luglio 1971 un violento terremoto colpì la zona, distruggendo la chiesa medievale.
Il 2 marzo 2006 il piccolo borgo è salito alla ribalta delle cronache a causa dell'omicidio di Tommaso Onofri: la vittima, un bimbo di 18 mesi, fu rapita da casa sua e, come si seppe soltanto dopo un mese di ricerche, uccisa venti minuti dopo il sequestro; il caso ebbe molta risonanza mediatica.

## Monumenti e luoghi d'interesse

### Chiesa di San Pietro Apostolo
Menzionata per la prima volta nel 1230 tra le cappelle dipendenti dalla pieve di Casaltone, la chiesa divenne sede parrocchiale autonoma nel 1564; profondamente ristrutturata agli inizi del XX secolo, fu gravemente danneggiata dal terremoto del 1971; successivamente abbattuta su decisione comunitaria, fu ricostruita in forme brutaliste tra il 1973 e il 1974 su progetto del geometra Corrado Truffelli.